# Damned If You Do (álbum)
Damned If You Do es el decimosegundo álbum de estudio de la banda estadounidense de heavy metal Metal Church, publicado en 2018 por Rat Pak Records. Es el primer trabajo con el baterista Stet Howland proveniente de W.A.S.P. y el último con el vocalista Mike Howe, quien falleció en 2021 por suicidio. La prensa especializada le dio reseñas entre mixtas y favorables, cuya crítica general establecía que era consistente pero inferior a XI de 2016.

## Lista de canciones
| N.º | Título                | Duración |  |
| 1.  | «Damned If You Do»    | 4:35     |  |
| 2.  | «The Black Things»    | 5:16     |  |
| 3.  | «By the Numbers»      | 4:35     |  |
| 4.  | «Revolution Underway» | 5:25     |  |
| 5.  | «Guillotine»          | 4:47     |  |
| 6.  | «Rot Away»            | 3:26     |  |
| 7.  | «Into the Fold»       | 4:20     |  |
| 8.  | «Monkey Finger»       | 4:15     |  |
| 9.  | «Out of Balance»      | 4:25     |  |
| 10. | «The War Electric»    | 4:09     |  |

## Posicionamiento en listas musicales
| País        | Lista (2018)                      | Posición |
| ----------- | --------------------------------- | -------- |
| Alemania    | Media Control Charts              | 68       |
| Reino Unido | Independent Albums Breakers Chart | 19       |
| Suiza       | Schweizer Hitparade               | 83       |

## Músicos
- Mike Howe: voz
- Kurdt Vanderhoof: guitarra
- Rick Van Zandt: guitarra
- Steve Unger: bajo y coros
- Stet Howland: batería